# Luperaltica senilis
Luperaltica senilis är en skalbaggsart som först beskrevs av Thomas Say 1824.  Luperaltica senilis ingår i släktet Luperaltica och familjen bladbaggar. Inga underarter finns listade i Catalogue of Life.